# 平野智美
平野 智美（ひらの さとみ、1975年8月11日 - ）は、KBS京都勤務。
アナウンサー

## 経歴
大阪府堺市出身。和歌山大学教育学部卒業。1998年10月KBS京都入社。同年入社は堀川節子。

## 現在の出演番組

### テレビ
- 比叡の光[要出典]

- NEWSワイド京都
- ニュースきっちん
- Live5
- やのぱんの生活情報部
- 今井幸代の京のおばんざい歳時記
- ふれ愛さんか～いきいき福祉～
- おやかまっさん

### ラジオ
- 山崎弘士のGOGOリクエスト
- M3～森谷威夫のもりもりマニア～
- おはようクラブ
- YAMAMORIラジオ!
- 京都ごごいち
- ひるDoki
- 烏丸アナ小路上ル
- ただ今勤務中!平野智美もお世話になります!
- 平野智美のヒール・リラックス
- アクセスKBS
- 平野智美の京都生活
- J-Hits COUNTDOWN
- 池田幾三のちょっと☆サタデー
- 京都まつりの歳時記
- 世界のこだま
- うたのしらべ
- 歌のない歌謡曲

## その他
- 「女子アナ出題!Theご当地問題DVD&カード」（タカラトミー、2007年9月27日発売）[要出典]